# Magdalena Grau Sanjuán
Magdalena Grau Sanjuán (Alcanyís, 1884 - segle xx) fou una activista catòlica aragonesa.

## Biografia
Mestressa de casa, estava casada amb el propietari Antonio Dolz Aparici, nebot del jesuïta castellonenc Antonio Vicent, ideòleg i fundador de les caixes rurals i dels sindicats catòlics. La seua mare, Emilia Sanjuán Pascual, era oriünda de Morella. Va ser una de les sòcies fundadores l'any 1921 de l'associació de dones Obra Protecció d'Interessos Catòlics de Castelló i del Sindicat d'Obreres Catòliques Verge de Lledó. Aquests associacions tenien dos objectius principals: influir sobre les treballadores de Castelló i les comarques, per tal que en moments de crisi econòmica les obreres no anaren a afiliar-se als sindicats de classe socialistes i anarquistes i dur a terme campanyes de moralitat davant dels canvis secularitzadors i moderns de la societat que es van introduir en els anys 20. Magdalena Grau, com a secretària de l'associació catòlica, va gestionar molt directament els mitjans propagandístics per a recristianitzar la societat i que fins aquell moment havien monopolitzat els homes: repartiment de fullets contra la moral laica i moderna, publicació d'una revista pròpia titulada Acción Católica Femenina, organització de conferències i actes litúrgics, campanyes de captació de sòcies anant de casa en casa...
Davant de la crisi de la taronja que es va viure a conseqüència de la Primera Guerra Mundial als pobles de la Plana, les dones catòliques van prendre consciència de la diferència que hi havia entre la praxi de la caritat i la praxi de l'acció social. Ara ja no valia que les classes acomodades feren minvar els seus remordiments de consciència amb la beneficència i la caritat, sinó que es preocupaven de la difícil situació en què quedaven les famílies davant de l'atur, o es preocupaven perquè milloraren les seues condicions de treball.
Magdalena Grau, i la seua cunyada, Gabriela Andrés, presidenta del sindicat catòlic d'obreres, i casada també amb un parent del jesuïta Antonio Vicent, van dur molt directament la gestió d'ambdues associacions i van instaurar la caixa dotal, per tal que les obreres no caigueren preses de la usura dels bancs; es va organitzar una mutualitat per aconseguir un fons que pagara les obreres si estaven malaltes; es va establir una assegurança de maternitat per a tenir dret a l'assistència al part i al got de llet, per a donar biberons gratuïts als fills de les obreres. Es van organitzar els sindicats de l'agulla; de fàbrica, de taronjaires i de treballadores de la llar. L'altre front de lluita en els anys vint on va intervenir l'Obra Protecció d'Interessos Catòlics i molt directament Magdalena Grau va ser per a moralitzar els espectacles públics com el cinema, el teatre o el control de la lectura de novel·les i premsa.
En la Segona República, l'església va instrumentalitzar les dones i va haver de trencar el seu discurs de la separació d'esferes, en què les dones quedaven fora dels assumptes polítics. Ara havien de votar les dones i unir-se a la lluita dels partits de dretes per la pàtria, la família, l'escola catòlica, i en contra, per tant, de les reformes modernitzadores dels republicans i socialistes. Al desembre de 1931 les dones catòliques de Castelló van crear un nou partit anomenat Agrupació Catòlica Femenina, vinculada a la Dreta Regional Valenciana i a la CEDA. La secretària del comitè organitzador era Magdalena Bravo, i va ser una de les dones catòliques que es va desplaçar a diferents pobles de Castelló per a donar mítings. De nou, la Segona República donava la possibilitat a les dones perquè ocuparen l'espai públic i tingueren una identitat política, encara que fora per a defensar el conservadorisme.